# José Augusto da Silva Marques
José Augusto dos Santos da Silva Marques (Porto de Mós, 7 de novembro de 1938 — Lisboa, 25 de dezembro de 2016) foi um político português.
Opositor ao Estado Novo, chegou a militar no Partido Comunista Português, o que o levou à clandestinidade e ao exílio em França, mas afastou-se do comunismo ainda antes do 25 de abril de 1974. Em 1974 aderia ao Partido Social-Democrata, que o elegeu deputado à Assembleia da República, em sucessivos mandatos, sempre pelo círculo de Leiria, de 1980 a 1999. Chegou a desempenhar brevemente o cargo de presidente do Grupo Parlamentar do PSD, de julho a outubro de 1995. Foi ainda, de 1976 a 1979, presidente da Câmara Municipal de Porto de Mós e, de fevereiro de 1979 a fevereiro de 1980, governador civil de Leiria, designado pelo governo de Maria de Lourdes Pintasilgo. A sua experiência como funcionário do PCP na clandestinidade inspirou um livro, intitulado Relatos da clandestinidade - O PCP visto por dentro, editado pelo semanário Expresso, e publicado em 1976, onde ao longo de mais de 300 páginas, contou como foi a sua adesão ao partido, o trabalho clandestino e, por fim, a ruptura.
A 9 de junho de 2000, foi agraciado com o grau de Grã-Cruz da Ordem da Liberdade.